# This One's for Blanton!
Pour les articles homonymes, voir Blanton.
Albums de Duke Ellington et Ray Brown
The Ellington Suites
(1972) Up in Duke’s Workshop
(1969-72)
This One's for Blanton! est un album studio du pianiste américain Duke Ellington, enregistré en duo avec le contrebassiste Ray Brown en décembre 1972 et paru en 1974 sur le label Pablo fondé par Norman Granz, producteur de cette séance d'enregistrement. 
Les deux musiciens rendent un hommage au contrebassiste Jimmy Blanton, musicien remarquable pour avoir notamment modifié de façon significative le jeu et le rôle de son instrument dans le jazz. Il avait rejoint la formation d'Ellington en 1939 mais décède trois ans plus tard à seulement 23 ans,.

## Enregistrement
Les morceaux sont enregistrés le 5 décembre 1972 aux United Recording Studios situés à Las Vegas. Une réédition de l'album d'origine est parue au format CD en 1994 chez Fantasy (ref. OJCCD-810-2).
| Musicien       | Instrument  |  | Équipe technique |             |
| -------------- | ----------- |  | ---------------- | ----------- |
| Duke Ellington | piano       |  | Norman Granz     | producteur  |
| Ray Brown      | contrebasse |  | Benny Green      | liner notes |

## Titres
L'album contient six titres dont le morceau Pitter panther Patter de la période Blanton-Ellington, qu'il avait joué trente ans plus tôt,.
| N°     | Titre                               | Compositeur                                   | Durée |
| ------ | ----------------------------------- | --------------------------------------------- | ----- |
| Face 1 |                                     |                                               |       |
| 1.     | Do Nothin' Till You Hear from Me    | Duke Ellington, Bob Russell (en)              | 5:30  |
| 2.     | Pitter panther Patter               | Duke Ellington                                | 3:00  |
| 3.     | Things Ain't What They Used To Be   | Mercer Ellington, Ted Parsons                 | 3:56  |
| 4.     | Sophisticated Lady                  | Duke Ellington, Irving Mills, Mitchell Parish | 5:22  |
| 5.     | See See Rider                       | Ma Rainey                                     | 3:04  |
| Face 2 |                                     |                                               |       |
| 6.     | Fragmented Suite For Piano And Bass | Ray Brown, Duke Ellington                     |       |
|        | 1st Movement                        |                                               | 4:47  |
|        | 2nd Movement                        |                                               | 5:07  |
|        | 3rd Movement                        |                                               | 3:35  |
|        | 4th Movement                        |                                               | 4:55  |

Le premier mouvement de la Fragmented Suite fut également enregistré quelques semaines  plus tard par le duo Ellington-Bown, le 8 janvier 1973, en marge de la session Duke's Big 4 et publié dans le DVD "Duke: The Last Jam Session". Une évolution sensible de l'interprétation est perceptible entre ces deux enregistrements.

## Réception
L'auteur et critique Scott Yanow dans AllMusic décerne 4 étoiles et demi sur cinq à cet album, qu'il qualifie de charmant et souvent enjoué.